# Ordre des conseillers et conseillères d'orientation du Québec
L'Ordre des conseillers et conseillères d'orientation du Québec (OCCOQ), qui compte 2500 membres, est l'instance réglementaire constituée par le Code des professions du Québec pour assurer la protection du public en veillant notamment à la compétence des personnes qui portent le titre de conseiller ou conseillère d'orientation et exercent les activités qui leur sont légalement réservés.

## Historique
L'Ordre a été créé  en 1963 par Bill privé et a célébré son cinquantième anniversaire en 2013.

## Fonctionnement
L'Ordre réglemente la profession de conseiller d'orientation. Il est administré par un Conseil d'administration, élu par les membres. Le président de l'Ordre est élu au suffrage des membres du Conseil d'administration. Le Conseil d’administration élit un Comité exécutif.
L'Ordre est composé de membres portant les titres, réservés au Québec, de conseiller ou conseillère d’orientation, conseiller ou conseillère d’orientation professionnelle, conseiller ou conseiller d'orientation organisationnel, orienteur, orienteur professionnel, guidance counsellor, vocational guidance counsellor, également identifiées par les initiales c.o. (dont l’utilisation est la plus courante), c.o.p., g.c. et v.g.c.
L'OCCOQ est membre de l’Association internationale d’orientation scolaire et professionnelle (AIOSP).

### Pertinence de la profession au Québec
En 2010, les membres ont adopté l’énoncé de pertinence suivant, décrivant l’apport qu’ils offrent à la société :
« Les c.o., par leur expertise de la relation individu-travail-formation, visent le mieux-être personnel et professionnel en mobilisant le potentiel des personnes et en les aidant à prendre leur place dans la société tout au long de leur vie »

### Évolution récente de la profession
En 2009, le Gouvernement du Québec a modifié substantiellement le Code des professions dans le domaine de la santé mentale et des relations humaines. Cette modification :
- Révise le libellé du champ d’exercice des professions concernées

- Partage entre les professions concernées la réserve d’activités considérées à haut risque de préjudice pour une clientèle particulièrement vulnérable

- Introduit la réserve du titre de psychothérapeute et l’activité de psychothérapie

Il est préférable de consulter le Code des professions du Québec ou le site web de l'Ordrepour connaître l’état actuel de mise en œuvre de ces modifications.

### Publications de l’OCCOQ
L’Ordre publie régulièrement des avis aux décideurs publics et des prises de positions sur des sujets liés à l’orientation, l'employabilité, la réadaptation, etc., et à la disponibilité de services compétents.
L’Ordre publie, deux fois par année, son magazine intitulé L'orientation, dont les archives sont disponibles sur le web.